# Emmanuelle Vaugier
Emmanuelle Frederique Vaugier (Vancouver, 23 de junio de 1976) es una actriz canadiense, conocida por su papel como Nikki en el videojuego Need for Speed: Carbon.

## Biografía
Vaugier nació en Canadá y creció en una casa católica de habla francesa. Ella divide su tiempo entre Los Ángeles y Vancouver. Asistió a una escuela privada de mujeres por 10 años y habla francés fluidamente.

## Carrera
Como una de las actrices más ocupadas de Canadá, Emmanuelle puede ser vista en su rol recurrente en Two and a Half Men, una comedia de CBS.
Nativa de la Columbia Británica, ha aparecido en numerosas series de televisión recientes, y es la actriz principal del próximo estreno del Sci-Fi Channel Painkiller Jane, basado en el cómic homónimo, donde comparte pantalla con Richard Roundtree y Tate Donovan. Entre otras, también ha aparecido en series como Higher Ground,  Lost Girl, donde interpreta a la Morrigan (Evony Fleurette Marquise), My Guide to Becoming a Rock Star, One Tree Hill, Andrómeda, North Shore, Monk, Veronica Mars, Human Target y Madison y dio vida a la doctora Helen Bryce en varios episodios de Smallville.
En la gran pantalla, ha aparecido en Mindstorm (Project: Human Weapon), 40 Days and 40 Nights, Secondhand Lions, House of the Dead 2, Dead Aim, Saw 2 y Saw 4.

## Filmografía

### Cine
| Año  | Título                                | Papel                          | Notas                            |
| ---- | ------------------------------------- | ------------------------------ | -------------------------------- |
| 1995 | A Family Divided                      | Rosalie Frank                  | Dirigida por Donald Wrye         |
| 1996 | The Halfback of Notre Dame            | Esmerelda                      | Dirigida por René Bonnière       |
| 1996 | Home Song                             | Cheerleader                    | Dirigida por Nancy Malone        |
| 1996 | The Limbic Region                     | Jennifer Lucca                 | Dirigida por Michael Pattinson   |
| 1999 | Shapeshifter                          | Anika                          | Dirigida por Cristian Andrei     |
| 1999 | The Fear: Resurrection                | Jennifer                       | Dirigida por Chris Angel         |
| 2000 | My 5 Wives                            | Sarah                          | Dirigida por Sidney J. Furie     |
| 2000 | The Sculptress                        | Sylvie                         | Dirigida por Ian Merrick         |
| 2000 | The Beach Boys: An American Family    | Pamela                         | Dirigida por Jeff Bleckner       |
| 2001 | Suddenly Naked                        | Lupe Martinez                  | Dirigida por Anne Wheeler        |
| 2001 | Mindstorm                             | Tracy Wellman                  | Dirigida por Richard Pepin       |
| 2001 | Largo Winch: The Heir                 | Nikki                          | Dirigida por David Wu            |
| 2001 | Ripper                                | Andrea 'Andy' Carter           | Dirigida por John Eyres          |
| 2001 | Wishmaster 3: La piedra del diablo    | Elinor Smith                   | Dirigida por Chris Angel         |
| 2001 | Return to Cabin by the Lake           | Vicki                          | Dirigida por Po-Chih Leong       |
| 2002 | 40 Days and 40 Nights                 | Susie                          | Dirigida por Michael Lehmann     |
| 2003 | Secondhand Lions                      | Jasmine                        | Dirigida por Tim McCanlies       |
| 2003 | Water's Edge                          | Rae Butler                     | Dirigida por Harvey Kahn         |
| 2004 | Heidi Fleiss                          | Lauren                         | Dirigida por Charles McDougall   |
| 2005 | Cerberus                              | Dra. Samantha Gaines           | Dirigida por John Terlesky       |
| 2005 | House of the Dead 2                   | Alexandra 'Nightingale' Morgan | Dirigida por Michael Hurst       |
| 2005 | Saw II                                | Addison Corday                 | Dirigida por Darren Lynn Bousman |
| 2005 | Painkiller Jane                       | Capt. Jane Elizabeth Browning  | Dirigida por Sanford Bookstaver  |
| 2006 | Veiled Truth                          | Carolyn                        | Dirigida por Monika Mitchell     |
| 2007 | Unearthed                             | Sheriff Annie Flynn            | Dirigida por Matthew Leutwyler   |
| 2007 | Saw IV                                | Addison Corday                 | Dirigida por Darren Lynn Bousman |
| 2008 | Blonde and Blonder                    | Cat                            | Dirigida por Dean Hamilton       |
| 2008 | Bachelor Party 2: The Last Temptation | Eva                            | Dirigida por James Ryan          |
| 2008 | Far Cry                               | Valerie Cardinal               | Dirigida por Uwe Boll            |
| 2009 | Reverse Angle                         | Eve Pretson                    | Dirigida por Philippe Gagnon     |
| 2009 | Dolan's Cadillac                      | Elizabeth                      | Dirigida por Jeff Beesley        |
| 2010 | A Trace of Danger                     | Kate                           | Dirigida por Terry Ingram        |
| 2010 | Mirrors 2                             | Elizabeth Reigns               | Dirigida por Víctor García       |
| 2010 | Hysteria                              | Jennifer                       | Dirigida por Frank Lin           |
| 2010 | A Nanny for Christmas                 | Ally Leeds                     | Dirigida por Michael Feifer      |
| 2011 | Where the Road Meets the Sun          | Lisa                           | Dirigida por Mun Chee Yong       |
| 2011 | French Immersion                      | Jennifer Yates                 | Dirigida por Kevin Tierney       |
| 2011 | Bind                                  | Joan                           | Dirigida por Dan Walton          |
| 2012 | Stolen Child                          | Amanda                         |                                  |
| 2013 | Absolute Deception                    | Rebecca                        |                                  |
| 2013 | Susie's Hope                          | Donna Smith Lawrence           | Uplifting Entertainment          |
| 2014 | Teen Lust                             |                                |                                  |
| 2017 | Destrucción de Los Ángeles            | Margot Tyler                   |                                  |
| 2018 | Un final inesperado                   |                                |                                  |
| 2020 | Don't Look There                      | Fernanda                       | Richard Zeinekker                |

### Videojuegos
| Año       | Título                                   | Papel                               | Notas                                                                                     |
| --------- | ---------------------------------------- | ----------------------------------- | ----------------------------------------------------------------------------------------- |
| 1995      | Highlander                               | Maria Alcobar                       | 1 episodio                                                                                |
| 1996      | Madison                                  | Noella D'Angelo                     | 9 episodios                                                                               |
| 1997      | Breaker High                             | Monette                             | Episodio: "Chateau L'Feet J'mae"                                                          |
| 1997      | Loca academia de policía: La serie       | Sally                               | Episodio: "Put Down That Nose"                                                            |
| 1997      | Saban's Ninja Turtles: The Next Mutation |                                     | Episodio: "Turtles' Night Out"                                                            |
| 1998      | Hysteria                                 | Veronica Bloom                      | Película dirigida por Rene Daalder                                                        |
| 1998      | First Wave                               | Esther                              | Episodio: "Lungfish"                                                                      |
| 1998      | Dead Man's Gun                           | Rose Harris                         | Episodio: "The Pinkerton"                                                                 |
| 1998      | The Outer Limits                         | Shal                                | Episodio: "Rite of Passage"                                                               |
| 1999      | The Outer Limits                         | Lisa Dobkins                        | Episodio: "The Other Side"                                                                |
| 1999      | Viper                                    | Mitzi / Olga                        | Episodio: "Best Seller"                                                                   |
| 1999      | Seven Days                               | Princesa Lisette D'Arcy             | Episodio: "Love and Other Disasters"                                                      |
| 2000      | Higher Ground                            | Elaine Barringer                    | 4 Episodios                                                                               |
| 2000      | Level 9                                  | Christina Veedy                     | Episodio: "Mob.com"                                                                       |
| 2000      | So Weird                                 | Donna                               | Episodio: "Snapshot"                                                                      |
| 2001      | Big Sound                                | Veronica                            | Episodio: "Jam Session"                                                                   |
| 2001      | MythQuest                                | ersephone                           | Episodio: "Orpheus"                                                                       |
| 2002      | Beyond Belief: Fact or Fiction           | Susan                               | Episodio: "The Doll"                                                                      |
| 2002      | Just Cause                               | Louisa                              | Episodio: "Making News"                                                                   |
| 2002      | Charmed                                  | Dra. Ava Nicolae                    | Episodio: "The Eyes Have It"                                                              |
| 2002      | My Guide to Becoming a Rock Star         | Sarah Nelson                        | 11 Episodios                                                                              |
| 2002–2003 | Smallville                               | Dra. Helen Bryce                    | 9 Episodios                                                                               |
| 2003      | The Handler                              | Angie                               | Episodio: "Off the Edge"                                                                  |
| 2004      | North Shore                              | Melinda Lindsey Kellogg             | Episodio: "Bellport" Episodio: "Leverage"                                                 |
| 2004      | Veronica Mars                            | Monica Hadwin Greenblatt            | Episodio: "An Echolls Family Christmas"                                                   |
| 2004–2005 | One Tree Hill                            | Nicki                               | 10 Episodios                                                                              |
| 2005      | Andrómeda                                | Maura                               | Episodio: "The Heart of the Journey: Part 1" Episodio: "The Heart of the Journey: Part 2" |
| 2005      | Love, Inc.                               | Chica                               | Episodio: "Amen"                                                                          |
| 2005–2010 | Two and a Half Men                       | Mia                                 | 10 Episodios                                                                              |
| 2006      | Monk                                     | Pat - Jurado #12                    | Episodio: "Mr. Monk Gets Jury Duty"                                                       |
| 2006      | Masters of Horror                        | Kim                                 | Episodio: "Pro-Life"                                                                      |
| 2006–2009 | CSI: NY                                  | Detective Jessica Angell            | 25 Episodios                                                                              |
| 2007      | Supernatural                             | Madison                             | Episodio: "Heart"                                                                         |
| 2007      | Big Shots                                | Wanda Barnes                        | Episodio: "Three's a Crowd"                                                               |
| 2010      | Human Target                             | Emma Barnes                         | Episodio: "Embassy Row" Episodio: "Baptiste"                                              |
| 2010      | Covert Affairs                           | Liza Hearn                          | 6 Episodios                                                                               |
| 2010      | Hawaii Five-0                            | Erica Raines                        | Episodio: "Po'ipu"                                                                        |
| 2010      | Lost Girl                                | Evony Fleurette Marquise "Morrigan" | 18 Episodios                                                                              |
| 2011      | R.L. Stine's The Haunting Hour           | Abigail                             | Episodio: "The Red Dress"                                                                 |
| 2012      | The Mentalist                            | Melisa Enfield                      | Episodio: There Will Be Blood                                                             |

| Año  | Título                 | Papel                 | Notas                                  |
| ---- | ---------------------- | --------------------- | -------------------------------------- |
| 2006 | Need for Speed: Carbon | Nikki                 | Voz, captura de movimiento y semejanza |
| 2015 | Dying Light            | Jade                  | Captura de movimiento                  |
| 2015 | Hellraid               | Maine, The Female Kin | Voz                                    |